# لاله واژگون قهوه‌ای
لاله واژگون قهوه‌ای (نام علمی: Fritillaria micrantha) نام یک گونه از سرده لاله واژگون است.